# Rolf Lydahl
Rolf Göran Lydahl (født 29. september 1959) er en svensk skuespiller, der har medvirket i over 25 film og tv-serier. 
Lydahl blev uddannet på Teaterhögskolan i Malmö fra 1981 til 1984. Han har i sin karriere medvirket i stykker på teatre som Stockholms stadsteater, Uppsala stadsteater og Malmø Opera og Musikteater.

## Udvalgt filmografi
- Hundene i Riga (1995)
- Den hvide løvinde (1996)
- Skærgårdsdoktoren (tv-serie, 1997)
- Kvinden i det låste værelse (tv-serie, 1998)
- Insider (tv-serie, 1999)
- Så hvid som sne (2001)
- Maria Larssons evige øjeblik (2008)
- Ægte mennesker (tv-serie, 2013-2014)
- Bamse og Tyvenes by (animationsfilm, 2014)
- Jordskott (tv-serie, 2017)
- Modus (tv-serie, 2017)
- Den døende detektiv (tv-serie, 2018)
- Bamse og kraftklokkerne (animationsfilm, 2018)
- Inden vi dør (tv-serie, 2019)
- Beck (tv-serie, 2020)
- Bäckström (tv-serie, 2020-2024)
- Den tynde blå linje (tv-serie, 2021-2024)
- Whiskey on the Rocks (tv-serie, 2024)